# Brooklyn Center (Minnesota)
Brooklyn Center es una ciudad ubicada a orillas del río Misisipi, en el condado de Hennepin en el estado estadounidense de Minnesota. En el Censo de 2010 tenía una población de 30104 habitantes y una densidad poblacional de 1.395,18 personas por km².

## Geografía
Brooklyn Center se encuentra ubicada en las coordenadas 45°4′9″N 93°18′53″O / 45.06917, -93.31472. Según la Oficina del Censo de los Estados Unidos, Brooklyn Center tiene una superficie total de 21.58 km², de la cual 20.6 km² corresponden a tierra firme y (4.51%) 0.97 km² es agua.

## Demografía
Según el censo de 2010, había 30104 personas residiendo en Brooklyn Center. La densidad de población era de 1.395,18 hab./km². De los 30104 habitantes, Brooklyn Center estaba compuesto por el 49.12% blancos, el 25.94% eran afroamericanos, el 0.77% eran amerindios, el 14.31% eran asiáticos, el 0.07% eran isleños del Pacífico, el 5.37% eran de otras razas y el 4.41% pertenecían a dos o más razas. Del total de la población el 9.6% eran hispanos o latinos de cualquier raza.